# 风水师
風水師是具備風水知識，受人或国家委託斷定風水好壞，必要時並予以修改的一種職業。通常風水師也兼具卜卦、看相、擇日等学问，因為在古時，大家會把醫卜星相一起學習。而某些道士、巫師、廟祝、命理師、中醫師等亦可能偶以風水營生。專職的風水師亦稱堪輿師或地师，而具有传承和高明堪舆学问的真师被称为地仙，民間相信風水者常尊稱其為風水先生，有時則俗稱為陰陽先生。
专业的風水師一般具有室內設計、建筑结构、环境科学和天文学等的知識，因為不懂相关知识的風水師傅會被質疑其传承和水平。風水師的收費並無市價，大部分风水师会参考服务内容的复杂性、以及委托者的地位而定价，有者甚至只收紅包一封。
風水時常被認為是偽科學。

## 工作
現代的風水師主要工作內容有：
- 選擇築宅或墓葬的良好地點－相地审气理。
- 判斷建築設計是否符合風水原則。
- 調整室內外的结构布局以營造更佳的風水環境。
- 配合真太阳时选择黄道吉课办理事情。

## 主要道具
1. 准确无误的罗盘（罗经）
2. 细小的拉长线（方便拉出正确的旺点位置）
3. 米袋、30寸高的椅子或罗盘专用架（摆放罗盘量度时使用）
4. 立极尺（方便处理建筑图测的准确位置）
5. 其他如各类笔，尺、拉尺、原子泥、针，甚至墨斗等都会视情况而使用

## 著名風水師
古代著名风水师有：东晋的郭璞，唐代的杨筠松，以及他的弟子曾文辿、刘江东，司马头陀，廖金精等人，宋代的吴景峦、赖布衣，明代的蒋大鸿，清代的章仲山、沈竹礽。
臺灣清代也有三大風水名師，北臺灣的林琅、南臺灣的林鎮，還有中臺灣的蝨母仙金郎。
香港：林國雄 (玄學家)、李居明 (玄學家)、楊天命、陳振聰、麥玲玲、蘇民峰、李丞責、袁御庫、七仙羽、簡信回

## 文獻資料
- 《四庫全書總目‧葬書提要》
- 孟東籬. 宅運. 台北: 滾石出版社. 2005: 11. ISBN 9572994174 （中文）.

- (PDF). 慶應義塾大学. 2017. （原始内容存档 (PDF)于2021）. （页面存档备份，存于）
- (PDF). 國立中興大學中文學報. 2016. （原始内容存档 (PDF)于2021）. （页面存档备份，存于）
- 黃慧音.  (PDF). 南華大學文學研究所. 2002  [2021-06-20]. （原始内容存档 (PDF)于2021-06-20）. （页面存档备份，存于）
- (PDF). 國立政治大學臺灣史研究所. 2017. （原始内容存档 (PDF)于2021）. （页面存档备份，存于）
- (PDF). 國立臺灣師範大學. 2017  [2021-06-20]. （原始内容存档 (PDF)于2021-06-20）. （页面存档备份，存于）
- . 天津大学. 2016  [2022-02-14]. （原始内容存档于2021-06-20）. （页面存档备份，存于）